# Селемир, Виктор Дмитриевич
Виктор Дмитриевич Селемир (род. 29 октября 1948 года, с. Коленковцы, Хотинский район, Черновицкая область, Украина) — советский и российский физик, специалист в области электрофизики, член-корреспондент РАН (2016).

## Биография
Родился 29 октября 1948 года в с. Коленковцы Хотинского района Черновицкой области Украины.
В 1972 году — окончил физико-технический факультет Харьковского государственного университета.
С 1972 года — по приглашению А. И. Павловского работает во ВНИИЭФ, руководитель отдела (с 1993 года). Профессор Саровского ФТИ НИЯУ МИФИ.
В 2016 году — избран членом-корреспондентом РАН.

## Научная деятельность
Специалист в области электрофизики.
Основные направления научных исследований — физика и техника ускорителей частиц, магнитная кумуляция, релятивистская СВЧ-электроника, моделирование ядерного взрыва и его воздействия на военную технику. Имеет около 100 авторских свидетельств и патентов.
В 1970-х занимался техникой расчета и в методиками измерений сильноточных электронных пучков, и по результатам руководимых им работ удалось определить и на несколько порядков поднять уровни стойкости к ионизирующему излучению стратегических объектов.
Принимал участие в создании на базе ускорителя ЛИУ-10 и реактора ГИР (ВНИИЭФ) был создан не имеющий аналогов в мире облучательный комплекс (Премия Правительства РФ).
Один из основных разработчиков методики лабораторных испытаний на стойкость к поражающим факторам ядерного взрыва ракетной техники перед постановкой на вооружение.
В 1980-х предложил создать, а затем возглавил новое для отрасли научное направление — мощную релятивистскую СВЧ-электронику, получив рекордные до настоящего времени результаты. Под его руководством разработаны базовые технологии и созданы сверхмощные СВЧ-генераторы для реализации экспериментальных образцов прикладного назначения (Премия Правительства РФ).
Селемиром с сотрудниками обоснованы характеристики специального высотного подрыва ядерных боеприпасов, существенно увеличивающего их эффективность; на основе разработанных сильноточных безжелезных бетатронов создана радиографическая база отрасли для исследований быстропротекающих гидродинамических процессов в ядерных зарядах; создана экспериментальная база для моделирования процессов в ядерных зарядах на основе дисковых ВМГ с выходом рентгеновского излучения более 2 МДж; созданы транспортабельные имитаторы импульса молнии с амплитудой тока 100 кА; создан генератор сверхсильных магнитных полей с рекордным значением в 28 МГс и проведены исследования изэнтропического сжатия веществ и физике экстремальных состояний в сверхсильных магнитных полях.
Работы по определению свойств твердых тел в условиях сверхсильного магнитного поля и сильного всестороннего сжатия. Под его руководством разработан и серийно выпускается медицинский озонатор.

## Награды[2]
- Орден «За заслуги перед Отечеством» IV степени (2009)[3]
- Орден Дружбы (2024) — за большой вклад в развитие отечественной науки, многолетнюю плодотворную деятельность и в связи с 300-летием со дня основания Российской академии наук[4]
- Орден «Знак Почёта»
- Премия Правительства Российской Федерации в области науки и техники
- Премия Правительства Российской Федерации в области науки и техники

## Из библиографии
- О вероятных причинах и сценариях развития аварии на Саяно-Шушенской ГЭС : монография / В. Д. Селемир и др. ; Минобрнауки России, Тольяттинский гос. ун-т, Ин-т энергетики и электротехники, Каф. «Электроснабжение и электротехника». — Тольятти : Изд-во ТГУ, 2015. — 66 с. : ил., табл.; 22 см; ISBN 978-5-8259-0886-1 : 500 экз.
- Оптические устройства измерений в физике высоких плотностей энергии : монография / О. М. Таценко, В. Д. Селемир, А. Н. Моисеенко; под ред. чл.-корра РАН В. Д. Селемира [и др.] ; ФГУП «Российский федеральный ядерный центр — Всероссийский научно-исследовательский институт экспериментальной физики». — Саров : РФЯЦ-ВНИИЭФ, 2020. — 212 с. : ил., табл., цв. ил.; 27 см; ISBN 978-5-9515-0419-7 : 300 экз.

### Под его редакцией
- Физика и техника высоких плотностей электромагнитной энергии : Памяти акад. РАН Александра Ивановича Павловского : Сб. науч. тр. / М-во Рос. Федерации по атом. энергии. ФГУП Рос. Федер. ядер. центр ВНИИЭФ ; Под ред. В. Д. Селемира, Л. Н. Пляшкевича. — Саров : ФГУП РФЯЦ-ВНИИЭФ, 2003. — 554 с. : ил., табл.; 25 см; ISBN 5-9515-0012-5
- Megagauss-9 : proc. of 9th Intern. conf. on megagauss magnetic field generation a. related topics, Moscow-St. Petersburg, July 7-14, 2002 / ed. by V. D. Selemir, L. N. Plyashkevich. — Sarov : VNIIEF, 2004. — 891 с. : ил., табл.; 27 см; ISBN 5-9515-0036-2
- Высокоинтенсивные физические факторы в биологии, медицине, сельском хозяйстве и экологии : труды Международной конференции, Саров, 23-25 сентября 2008 года / ФГУП «Российский федеральный ядерный центр — ВНИИЭФ»; под ред. В. Д. Селемира, Г. М. Спирова, В. И. Карелина. — Саров : РФЯЦ-ВНИИЭФ, 2009. — 282 с. : ил., табл.; 27 см; ISBN 978-5-9515-0131-8